# Zuckerhütl
Zuckerhütl (wł. Pan di Zucchero) – najwyższy szczyt Stubaier Alpen o wysokości 3507 m n.p.m. Położony jest w zachodniej Austrii, w Tyrolu. Około 800 m na wschód od jego wierzchołka przebiega obecnie granica austriacko-włoska. Szczyt jest silnie zalodzony.

## Topografia
Zuckerhütl leży w grani bocznej Stubaier Alpen, odchodzącej na zachód od grani głównej, będącej zarazem granią główną Centralnych Alp Wschodnich. Jego północne stoki, o rozczłonkowanej, skomplikowanej formie opadają do górnej części doliny Stubai Tal. Od położonego ok. 800 na wschód szczytu Wilder Pfaff, 3456 m n.p.m., stanowiącego zwornik grani głównej oddzielony jest wyraźną przełęczą Pfaffensattel, 3344 m n.p.m.
Od północnej strony Zuckerhütl przykryty jest lodowcem Sulzenauferner, który sięga 1000 m poniżej wierzchołka. Lodowiec ten, w dolnej części jest stromy i poprzecinany wieloma szczelinami, posiada też zwisające seraki. Natomiast w górnej części, około 200 m poniżej szczytu wypłaszcza się, tworząc podszczytowe plateau. Ponad nim wznosi się potężna, bardzo stroma stroma, pokryta lodem kopuła szczytowa, mająca dla patrzących z daleka kształt rożka cukrowego. Stąd właśnie pochodzi nazwa szczytu: Zuckerhütl znaczy tyle co Cukrowa Czapa lub Rożek Cukrowy (dawniej cukier produkowano i sprzedawano w postaci takich właśnie rożków). Natomiast od południowej strony szczyt opada 500 metrową skalną ścianą.

## Turystyka i alpinizm
Szczyt jest dość trudno dostępny. Pierwszego wejścia, w 1863 r., dokonali Jospeh Anton Specht i Alois Tanzer.
Najłatwiejsza droga na szczyt prowadzi od strony północnej. Ze względu na konieczność poruszania się po stromej, eksponowanej, wąskiej grani lodowej nie jest ona dostępna dla zwykłych turystów. Trudności alpinistyczne ocenia się jako PD. Punktem wyjścia są schroniska Sulzenau Hütte 2191 m n.p.m. lub ewentualnie położone na zachód od szczytu Hidersheimer Hütte 2900 m n.p.m. Czas wejścia wynosi około 4 godziny. Wymagany sprzęt: lina, czekan, raki.
Przejście dolnej części lodowca Sulzenauferner wymaga uwagi ze względu na stromiznę i liczne szczeliny. Przejście podszczytowego plateau jest stosunkowo łatwe i wyprowadza na przełęcz Pfaffensattel. Stąd na wierzchołek prowadzi stroma, wąska, eksponowana grań lodowa stanowiąca najtrudniejszy fragment drogi i wymagająca starannej asekuracji.
Widok z wierzchołka jest bardzo rozległy. W warunkach dobrej pogody widoczna jest większość najwyższych szczytów Centralnych Alp Wschodnich, szczyty Dolomitów i Północnych Alp Wapiennych

## Mapy
- Kompass Wanderkarte, no. 83 "Stubaier Alpen", skala 1 : 50 000.
- Kompass Wanderkarte, no. 36 "Innsbruck – Brenner", skala 1 : 50 000.